# Renklod Sovetskiy
Renklod Sovetskiy en ruso: Ренклод Советский, es una variedad cultivar de ciruelo (Prunus domestica), de las denominadas ciruelas europeas,
una variedad de ciruelaobtenida en la "Estación experimental de jardinería zonal de Rossoshanskaya". Las frutas tienen un tamaño grande a muy grande, forma redondeada ligeramente ovobada, color principal del fruto es verde, el color de la cubierta es púrpura oscuro, girando a púrpura marrón en la sombra, ocupa casi todo el fruto cuando está completamente maduro, y pulpa de color amarillo marrón opaco, densa, cuando está demasiado madura se vuelve suave y jugosa, de sabor  dulce con una ligera acidez, agradable.

## Sinonimia
- "Ренклод Советский",
- "Ciruela verde soviética",
- "Слива Ренклод Советский",
- "Sliva Renklod Sovetskiy"
- "Renclode Sovetskij".[4][5]

## Historia
'Renklod Sovetskiy' es una variedad de ciruela creada por el obtentor A. Ya. Voronchikhina en la "Estación experimental de jardinería zonal de Rossoshanskaya" mediante el cruce de la variedad 'Renclode Ulyanishchev' como "Parental Madre" x el polen de 'Rekord' como "Parental Padre". Ciruela considerada incluida en el grupo de las "Reinas Claudias".
'Renklod Sovetskiy' fue zonificada para la Región Central de la Tierra Negra en 1986. Es muy popular entre la población de las regiones de Vorónezh, Bélgorod y Rostov, y se encuentra con frecuencia en huertos industriales y domésticos.

## Características
'Renklod Sovetskiy' es un árbol de crecimiento lento, la copa es ampliamente piramidal o en forma de escoba, rala, con follaje bastante débil. La corteza del tronco es de color marrón grisáceo, lisa, con fuertes grietas longitudinales, el tronco no es ondulado. Las lenticelas son convexas, de longitud y anchura medias, ubicadas bastante densamente. Los brotes son rectos, con entrenudos bastante cortos, de color marrón púrpura, densamente pubescentes. Las yemas vegetativas tienen forma de cono, con una punta puntiaguda, grandes, de 5 a 6 mm de largo; las yemas generativas son más pequeñas, de 2,5 a 3 mm, también tienen forma de cono, con una punta puntiaguda; ambas están espaciadas en relación con el brote. El limbo es ovalado o alargado oval, con ápice puntiagudo y base redondeada, es verde oscuro por el haz, brillante, desnudo, verde claro por el envés, pubescente y velloso en toda su superficie; plano, en las hojas situadas en la base de los brotes anuales, con una convexidad bastante pronunciada en el nervio central, doblemente aserrado en los bordes, dentado medio y consistencia coriácea. El pecíolo, de 15 a 20 mm de largo, presenta dos glándulas medianas, de color burdeos sucio, sin estípulas. Inflorescencia: generalmente dos flores; las flores son pequeñas, con pétalos redondos, blancos, ligeramente ondulados y cerrados; el pedúnculo es corto, de 10 a 12 mm, fuertemente pubescente; los sépalos son puntiagudos lanceolados, de unos 3 mm de largo, postrados, cóncavos, pubescentes por dentro y desnudos por fuera, como el tubo del cáliz; el ovario está desnudo. La floración se produce en el período intermedio; la variedad es autofértil.
'Renklod Sovetskiy' tiene frutos de tamaño grande a muy grande, tienen un peso promedio de 41.5 gr (los más grandes alcanzan los 80 gr), son redondos, regulares, prácticamente no aplanados en los lados con la parte superior redonda, la base es ligeramente redondeada o plana, el embudo es pequeño y estrecho; la piel del fruto es tierna con una ligera capa de pruina azulada, el color principal del fruto es verde, el color de la cubierta es púrpura oscuro, girando a púrpura marrón en la sombra, ocupa casi todo el fruto cuando está completamente maduro; puntos ligeramente visibles; la sutura ventral es pequeña y ancha, pero claramente definida, no se agrieta; el pedúnculo es de longitud media, 12 a 15 mm, grosor 1,5 a 2 mm; la pulpa es de color amarillo marrón opaco, densa, cuando está demasiado madura se vuelve suave y jugosa, de sabor  dulce con una ligera acidez, agradable, con una puntuación de cata de 4.3 a 4.5 puntos. Composición bioquímica de los frutos: 14.1% de sustancias solubles secas; 9,2% azúcares, 1,7% ácidos titulables, 0,3% sustancias pectínicas, 7,7 mg/100 g ácido ascórbico.
Hueso es libre, de forma ovalado o ampliamente ovalado, de 23 mm de largo y 17 mm de ancho, la parte superior es ampliamente redondeada, la base es ampliamente redondeada, algo biselada, la sutura dorsal es moderadamente abierta a lo largo de toda la longitud, la sutura ventral es estrecha, con una expresión media de la nervadura central, las nervaduras laterales son claramente visibles, la superficie es lisa; el hueso se encuentra en una gran cavidad, se separa bien de la pulpa.
El fruto madura en la primera y segunda decena de agosto.

## Usos
El objetivo principal de los frutos es comerlos en fresco. También dan buen zumo con pulpa, pero no son muy adecuados para hacer compotas, ya que se vuelven empapados.

## Cualidades
La resistencia al invierno del árbol en el sur de la Región Central de la Tierra Negra es buena. 
La variedad presenta una alta resistencia a la moniliosis y no se observaron daños durante todos los años de observación. La poliestigmosis es significativamente afectada, hasta 3 a 4 puntos, en años de epifitosis. 
Ventajas de la variedad: frutos de alta calidad para el consumo, buena resistencia al invierno, rendimiento alto y regular. 
Desventajas de la variedad: resistencia insuficiente a la poliestigmosis, frutos no aptos para compotas.